# San Pietro in Cariano
San Pietro in Cariano – miejscowość i gmina we Włoszech, w regionie Wenecja Euganejska, w prowincji Werona.
Według danych na rok 2004 gminę zamieszkiwało 12 489 osób, 624,5 os./km².

## Miasta partnerskie
- Ingelheim am Rhein
- Ludlow
- Stans